# (6422) Akagi
(6422) Akagi ist ein Asteroid des mittleren Hauptgürtels, der am 7. Februar 1994 vom japanischen Amateurastronomen Takao Kobayashi am Oizumi-Observatorium (IAU-Code 411) entdeckt wurde. Sichtungen des Asteroiden hatte es vorher schon am 29. April 1986 unter der vorläufigen Bezeichnung 1986 HH11 (korrigiert von 1986 GN) am Palomar-Mountain-Observatorium gegeben sowie am 8. Juli 1991 (1991 NQ4) am La-Silla-Observatorium in Chile.
Der mittlere Durchmesser von (6422) Akagi wurde mit circa 9 Kilometer berechnet, die Albedo mit 0,257 (±0,057).
Der Asteroid gehört zur Eunomia-Familie, einer nach (15) Eunomia benannten Gruppe, zu der vermutlich fünf Prozent der Asteroiden des Hauptgürtels gehören.
Nach der SMASS-Klassifikation (Small Main-Belt Asteroid Spectroscopic Survey) wurde bei einer spektroskopischen Untersuchung von Gianluca Masi, Sergio Foglia und Richard P. Binzel bei (6422) Akagi von einer hellen Oberfläche ausgegangen, es könnte sich also, grob gesehen, um einen S-Asteroiden handeln. Die Albedo von 0,257 (±0,057) weist ebenfalls auf eine eher helle Oberfläche hin.
(6422) Akagi wurde am 6. Januar 2003 nach dem Schichtvulkan Akagi benannt, der sich ebenso wie das Oizumi-Observaotrium in der Präfektur Gunma befindet.